# Imaginary (película)
Imaginary (conocida como Imaginario: Juguete diabólico en Hispanoamérica) es una película estadounidense de terror sobrenatural dirigida por Jeff Wadlow y escrita por Wadlow, Greg Erb y Jason Oremland. La película está protagonizada por DeWanda Wise y Betty Buckley y fue producida por Wadlow y Jason Blum a través de su empresa Blumhouse Productions y Tower of Babble.
Imaginary fue lanzada por Lionsgate el 8 de marzo de 2024.

## Argumento
Una autora infantil llamada Jessica está casada con un músico llamado Max (que tiene dos hijas llamadas Alice y Taylor de su primer matrimonio). A la pequeña Alice le gusta Jessica, pero la adolescente Taylor la mantiene a distancia. Jessica está plagada de pesadillas que incluyen a su padre Ben y su personaje ficticio, Simon la arañan. Después de que la familia se muda a la casa de la infancia de Jessica, Alice descubre un osito de peluche en el sótano llamado Chauncey y rápidamente forma un vínculo con él. Una vecina anciana llamada Gloria, que cuidó a Jessica cuando era niña, se reencuentra con ella. Gloria comparte recuerdos de la infancia de Jessica, que no recuerda.
Samantha, la madre biológica con trastornos mentales de Alice y Taylor, se cuela en la casa para ver a sus hijas y ataca a Jessica. Cuando llega la policía para llevársela, Taylor confiesa haberle enviado mensajes de texto. Jessica acuesta a Alice y ella comenta que tenía una amiga de la infancia similar.
Max se embarca en una gira mientras Alice se concentra en una búsqueda del tesoro de Chauncey. La abrumadora presencia de Chauncey en la vida de Alice comienza a perturbar a Jessica. Cuando va a visitar a Ben, Taylor invita a un conocido, Liam, a su casa. Agarra una botella de alcohol y la rompe. Intenta encontrar una toalla antes de que Chauncey juegue con él, quien brevemente se convierte en un oso monstruoso. Jessica llega, enojando a Taylor.
Luego, Jessica evita por poco que Alice golpee su mano con un clavo. Jessica llama a un psicólogo llamado Dr. Soto para que venga a hablar con Alice. Soto observa a Alice hablar con Chauncey y hablar en su nombre, quien hace comentarios amenazantes sobre Jessica. Alice solloza por el desmoronamiento de su amistad. Jessica descubre que sólo ella y Alice pueden ver al oso. Soto le muestra a Jessica imágenes de un paciente infantil anterior: el paciente usa una frase que usó Alice: "Nunca jamás". Alice desaparece después de volver a hablar con Chauncey y Taylor culpa a su madrastra por la desaparición de su hermana.
Taylor se encuentra con Gloria, quien la invita a su casa y le explica lo que le pasó a Jessica cuando era niña. Chauncey también era el amigo imaginario de la infancia de Jessica. Gloria explica que los amigos imaginarios son espíritus que se unen a los jóvenes y pueden volverse agresivos si se los abandona, como hizo Jessica. Jessica revisa sus viejas pertenencias y encuentra dibujos de Chauncey y el familiar Nunca jamás. Taylor y Gloria regresan y después de completar la búsqueda del tesoro, aparece una puerta luminosa en el sótano.
El Nunca Jamás es un reino controlado por la imaginación. Encuentran una puerta que muestra el incidente de la infancia de Jessica. Chauncey había atraído a Jessica al Nunca Jamás. Ben la rescató, volviéndose loco en el proceso al ver los ojos de Chauncey. Jessica se fue de casa poco después para vivir con su abuela paterna. Gloria cierra la ruta de escape, obsesionada con el reino. Se abre una puerta al lado de Gloria y Chauncey la mata a golpes. Jessica y Taylor rescatan a Alice e intentan escapar. Chauncey se vuelve loco cuando el grupo se va, pero Jessica lo detiene apuñalándolo en el ojo.
Después de reunirse con Ben y Max en la institución, Jessica se da cuenta de que todavía está atrapada en el mundo imaginario. Chauncey usó a Alice como cebo para conseguir su verdadero objetivo como venganza por haberlo abandonado. Taylor llega y salva a Jessica. Chauncey vuelve a su verdadera forma, similar a Simon. La araña intenta volver loca a Jessica con sus ojos, pero Alice prende fuego a la criatura y la encierra detrás de la puerta. La familia escapa mientras la casa se incendia.
La familia se registra en un hotel pero se asusta al ver un niño que juega con su amigo imaginario que es el mismo oso. Los tres parten hacia el siguiente hotel.

## Reparto
- DeWanda Wise como Jessica, la esposa de Max, madrastra de Taylor y Alice.
- Pyper Braun como Alice[7],la hija menor de Max, la hijastra menor de Jessica y la hermana menor de Taylor.
- Tom Payne como Max,[7] el esposo de Jessica y el padre de Taylor y Alice, que es músico.
- Betty Buckley como Gloria[7], la vecina de Jessica y ex niñera de su infancia.
- Taegen Burns como Taylor[7], la hija mayor de Max, la hijastra mayor de Jessica y la hermana mayor de Alice.
- Matthew Sato como Liam[7], el amigo y vecino de Taylor.
- Verónica Falcón como Dra. Alana Soto[7], terapeuta.
- Dane DiLiegro como Chauncey Bear,[8] el amigo imaginario de Jessica y Alice.

## Producción
En febrero de 2023, Deadline Hollywood informó que Lionsgate adquirió los derechos mundiales de la nueva película de terror de Blumhouse, titulada entonces "Imagine". La película fue escrita por Jeff Wadlow, Greg Erb, Jason Oremland y Bryce McGuire, y Wadlow también dirigió.
Con un presupuesto estimado (antes de incentivos fiscales) de 13 millones de dólares, la fotografía principal se llevó a cabo en Nueva Orleans desde mayo hasta finales de junio de 2023.

## Estreno
Imaginary se estrenó en cines por Lionsgate el 8 de marzo de 2024, después de haber sido retrasado desde la fecha de lanzamiento del 2 de febrero de 2024 debido a la huelga SAG-AFTRA de 2023.

### Marketing
En noviembre de 2023, se lanzó el primer avance de otra película de terror de Blumhouse, Five Nights at Freddy's. El clip fue notable, ya que el avance invitaba a la audiencia a cerrar los ojos e "imaginar" lo que estaba ocurriendo a través del audio de sonido envolvente 7.1. Desarrollado como una técnica de marketing, el estudio asumió que la imaginación de la audiencia sería tan aterradora como un adelanto estándar.

## Recepción

### Taquillas
Al 1 de mayo de 2024 , Imaginary ha recaudado $28 millones en los Estados Unidos y Canadá y $15,7 millones en otros territorios, para un total mundial de $43,7 millones.
En Estados Unidos y Canadá, Imaginary se estrenó junto con Kung Fu Panda 4 y Cabrini , y se proyectó que recaudaría entre 10 y 14 millones de dólares en 3118 salas de cine en su primer fin de semana. La película recaudó 3,6 millones de dólares en su primer día, incluidos 725 000 dólares de los preestrenos del jueves por la noche. Luego debutó con 9,9 millones de dólares, quedando en quinto lugar en taquilla. La película recaudó 5,6 millones de dólares en su segundo fin de semana, quedando en cuarto lugar.

### Respuesta crítica
En el sitio web Agregador de reseñas Rotten Tomatoes , el 24% de las reseñas de 101 críticos son positivas, con una calificación promedio de 4,1/10. El consenso del sitio web dice: "El concepto central de Imaginary es lo suficientemente sólido como para producir un puñado de sustos, pero gran parte de su potencial se pierde en una historia cliché que se atasca en la construcción del mundo". Metacritic , que utiliza un promedio ponderado , asignó a la película una puntuación de 34 sobre 100, basándose en 20 críticas, lo que indica críticas "generalmente desfavorables". El público encuestado por CinemaScore le dio a la película una calificación promedio de "C+" en una escala de A+ a F, mientras que los encuestados por PostTrak le dieron una puntuación positiva general del 57%.
Owen Gleiberman , de Variety , la calificó como "un desastre observable de una película de terror de child's-play, que ejemplifica la tendencia al exceso exagerado" y también escribió "a pesar de algunos momentos espeluznantes, [la película] está hambrienta de escenas que hacen que el miedo te está mostrando identificable". Frank Scheck de The Hollywood Reporter elogió las actuaciones del elenco de Wise y los más jóvenes, pero escribió "Imaginary" , que comienza como un suspenso relativamente discreto con una profundidad psicológica intrigante, finalmente sucumbe a las tonterías que plagan tantos esfuerzos de terror recientes (como la piscina asesina en Night Swim de la misma compañía )". 
Wilson Chapman de IndieWire le dio a la película una calificación de "C", escribiendo "Incluso en su forma más entretenida, Imaginary tiene tanto poder de permanencia como los productos de la imaginación que le dan su nombre. Al igual que tu amigo imaginario de la infancia, Probablemente lo olvides bastante rápido". Robert Abele, que escribía para Los Angeles Times, criticó al director Wadlow por ser "terrible con los actores", diciendo que "incluso puede hacer que un animal de peluche inmóvil parezca mal dirigido". Escribió: " Imaginary se salta la directiva de entretener y se muestra tan rígido, vulgar y lúgubre como puede llegar a ser un relleno espacial de marzo".